# Легіслатура штату Вайомінг
Легіслатура штату Вайомінг — законодавчий орган американського штату Вайомінг. Легіслатура є двопалатною і складається із Сенату, в якому 30 сенаторів, та із Палати представників, в якій 60 представників. Законодавчий орган збирається в Капітолії штату Вайомінг в столиці штату, місті Шаєнн. Сенаторів обирають на чотирирічні терміни, представників на дворічні терміни. В жодній з палат немає обмежень на кількість термінів, на які можуть обирати до легіслатури одну людину.
В чинному скликані легіслатури, яке почалось в 2019 році, Республіканська партія має кваліфіковану більшість в обох палатах: 27 з 30 мандатів у Сенаті та 51 мандат із 60 в Палаті представників.

## Історія
Як і для інших західних штатів, історія Легіслатури штату Вайомінг почалась із територіальної легіслатури.
Коли Вайомінг ще був територією, його легіслатура відігравала важливу роль в русі за право голосу для жінок в США. У 1869 році, всього через чотири роки після закінчення Громадянської війни, і за 35 років до того, як право голосу для жінок стало гострим політичним питанням в США, Великій Британії та інших країнах, Легіслатура території Вайомінг надала право голосу всім жінкам віком від 21 року. Це зробило Вайомінг першою територією в США де жінки отримали право голосу. Новина про це швидко дійшла до інших територій та штатів, і вже в 1870 році Легіслатура території Юта наслідувала приклад Вайомінгу і зробила те саме.
Таке рішення легіслатури було продиктоване декількома факторами, включаючи необхідність мотивувати жінок зі східного узбережжя США переїжджати до Вайомінгу щоб збільшувати його населення (Вайомінг стабільно перебуває в числі найменш населених штатів в країні), бажання збільшити кількість виборців (чого хотіли політичні еліти) та щирі переконання законодавців штату, що жінки повинні мати право голосу.
Через таку зміну в 1869 році, Конгрес США почав вороже ставитись до Вайомінгу та його легіслатури. Під час розгляду питання щодо прийняття Вайомінгу до союзу в статусі штату в 1889 році та під час написання Конституції штату Вайомінг в 1890 році, в якій було передбачене положення про право голосу для жінок, Конгрес погрожував затримати надання Вайомінгу статусу штату допоки право голосу для жінок не буде скасоване.
Після того як легіслатура та уряд території Вайомінг відправили до Вашингтону телеграму з ультиматумом, що Вайомінг ліпше залишатиметься територією ніж скасує право голосу для жінок, Конгрес вирішив відступити і 10 липня 1890 року Президент Бенджамін Гаррісон підписав закон про прийняття Вайомінгу до союзу як 44-го штату.
Штат Вайомінг продовжив відігравати роль лідера у правах жінок і у 20-му сторіччі. В 1925 році демократка Неллі Тейло Росс стала найпершою жінкою в історії США обраною губернатором штату.